# Wiśniowczyk (obwód tarnopolski)
Wiśniowczyk (ukr. Вишнівчик, Wyszniwczyk) – wieś, niegdyś miasteczko, w rejonie tarnopolskim, obwodu tarnopolskiego, założona w 1564.
Wiśniowczyk leży 16 km na wschód od Podhajec na prawym brzegu Strypy. Droga terytorialna T 2006 przechodzi przez wieś.
W II Rzeczypospolitej miejscowość była siedzibą gminy wiejskiej Wiśniowczyk w powiecie podhajeckim województwa tarnopolskiego. Liczy 627 mieszkańców.
Do 2020 w rejonie trembowelskim.

## Historia
Miejscowość znana jest od XV w. Według najstarszych dostępnych źródeł Wiśniowczyk należał do rodziny Buczackich lub Złotnickich. Następnie w XVII w. dobra te należały do rodziny Sołtyków. Ostatnim z tej rodziny był Kajetan Sołtyk, po którym Wiśniowczyk nabył hrabia Bąkowski, następnie Wurzlowie a od nich księżna Marcelina Czartoryska. Ta ostatnia w 1892 sprzedała dobra wiśniowieckie razem z kluczem podhajeckim Towarzystwu Ubezpieczeń Wzajemnych w Krakowie. W 1901 Towarzystwo sprzedało wieś Bronisławowi Osuchowskiemu, prezesowi Rady Powiatowej w Turce za kwotę 650.000 koron.
Pod Wiśniowczykiem w 1684 hetman Jabłonowski stoczył bitwę z Turkami. Na początku XVII w. chorąży halicki Mikołaj Makowiecki zbudował tu drewniany kościół, zniszczony następnie przez Tatarów.
Parafia rzymskokatolicka obrządku łacińskiego w Wiśniowczyku została utworzona 8 maja 1737 i wyposażona przez Michała Sołtyka – stolnika województwa sandomierskiego i Józefę z Bożynia z Makowieckich Sołtykową – stolnikową województwa sandomierskiego. Pierwszym proboszczem wiśniowieckim został ks. Antoni Pakuszewski – dziekan trembowelski i kanonik żółkiewski. Po zniszczeniu pierwszych dwóch świątyń, budowa trzeciego z kolei kościoła rozpoczęła się 7 września 1853. Zajmował się tym ówczesny proboszcz ks. Michał Zawistowski. Budowę ukończono w 1871. Budowa była finansowana z dobrowolnych składek parafian oraz przez Józefa Ochockiego – właściciela Dobropola, Zefiryna Ochockiego - właściciela Zarwanicy i księżnę Marcelinę z Radziwiłłów Czartoryską.
W latach 1942–1944 r. nacjonaliści ukraińscy z OUN-UPA zamordowali tutaj 5 Polaków i 1 Ukrainkę, żonę Polaka.

## Urodzeni w Wiśniowczyku
- Marcelina Sembrich-Kochańska (ur. 18 lutego 1858) – polska śpiewaczka.
- August Zierhoffer (ur. 23 lutego 1893) – geograf i geolog.

## Osoby związane z miejscowością
- ks. dr Michał Kuryś (ur. 27 września 1866 w Wiśniowczyku) – polski duchowny rzymskokatolicki, doktor teologii[7].
- Aleksander Mniszek-Tchorznicki – honorowy obywatel Wiśniowczyka[8].
- Heinrich Schenker – austriacki teoretyk muzyki, ur. 19 czerwca 1868, prawdopodobnie pochodził z Wiśniowczyka.
- Witold Żyborski – polski inżynier rolnik, właściciel majątku ziemskiego w Wiśniowczyku, rotmistrz ułanów Beliny-Prażmowskiego.